# ルイス・ンコシ
ルイス・ンコシ（Lewis Nkosi、1936年12月5日 - 2010年12月5日）は、南アフリカの作家、詩人、脚本家、ジャーナリスト。

## 経歴
ダーバン生まれ。ダーバンの大学で教育学を学び、卒業後記者を務めていたが1961年に奨学金を受けるとハーバード大学へと留学し、同時に南アフリカから亡命した。ハーバード大学在学時より作品の発表、雑誌への寄稿を始め世界黒人芸術祭大賞を授賞している。アメリカ国内のカリフォルニア大学アーバイン校、ワイオミング大学他、ワルシャワ大学やザンビア大学でも教授を務めた。